# 國民會館
公益社団法人國民會館（こうえきしゃだんほうじんこくみんかいかん）は、大阪市に位置する公益社団法人。所在地は、大阪市中央区大手前2-1-2 國民會館住友生命ビル12階。

## 概要
国民の政治教育のため、武藤山治が私財を投げ売り昭和7年（1932年）に「政治教育の殿堂」として設立した。武藤による設立当時の「國民會館設立趣意書」は現在も引き継がれている。
國民會館は平成初めに建て替えられ、現在は國民會館住友生命ビルの12階に位置する。武藤記念講演、貸会議室事業、出版事業、武藤山治記念室展示事業などを行なっている。

## 沿革
- 昭和7年（1932年）：社団法人國民會館設立
- 平成2年（1990年）：「國民會館」を「國民會館住友生命ビル」に建て替え
- 平成22年（2010年）：公益社団法人國民會館に改組

## 建築「國民會館」
日本建築学会『建築雑誌』に建築物の詳細が掲載されている。
- 敷地坪数：406坪（1,342㎡）
- 建坪数：268.4坪（887㎡）
- 延坪数：899.3坪（2,973㎡）
- 規模：地下1階、地上3階、塔屋3階
- 高さ：最高87.25尺（26.4m）
- 構造：鉄骨鉄筋コンクリート
- 起工：昭和6年（1931年）11月
- 竣工：昭和8年（1933年）5月
- 主要室
  - 大講堂：聴講席総計1,500席（立席を含む）
  - 集会室（地階）
  - 図書室（地階）
- 設計：岡田建築事務所[3]
- 施工:竹中工務店[3]